# البيذق (مؤرخ)
أبو بكر بن علي الصنهاجي الشهير بـالبيذق مؤرخ مغربي وأحد تلاميذ ابن تومرت وأنصار دعوته، ألف كتاب أخبار المهدي بن تومرت وبداية دولة الموحدين وهذا الكتاب مهم في تاريخ الدولة الموحدية لأن مؤلفه شاهد عيان لكل ما كتب كما أن مؤلفه كشف جوانب غامضة في شخصية ابن تومرت ودعوته. من مؤلفاته المشهورة كتاب المقتبس من كتاب الأنساب في معرفة الأصحاب الذي يتناول الأنساب البربرية. يعتبر البيذق مؤرخ الموحدين، وقد وصل به الأمر إلى وصف المرابطين بالمجسمين.

## وصلات خارجية
- أخبار بن تومرت وبداية دولة الموحدين -للبيذق نسخة بي دي إف للكتاب.